# Antoni Bolt

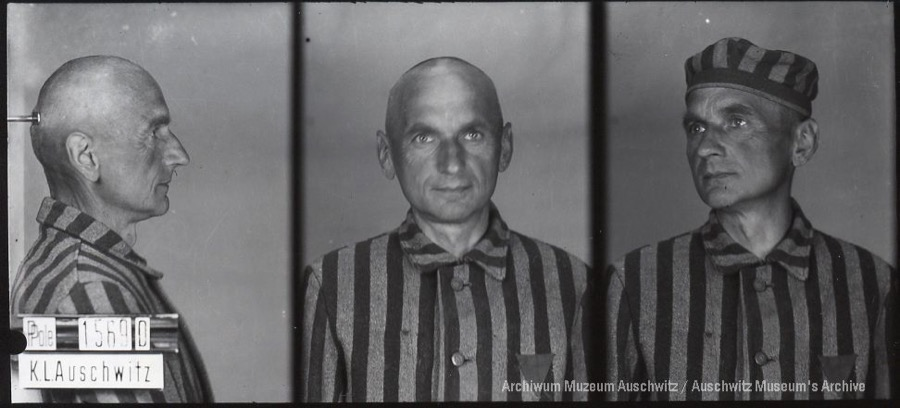
Antoni Bolt jako więzień KL Auschwitz

Antoni Hieronim Bolt (ur. 30 września 1891 w Przysiersku, zm. w grudniu 1941 w obozie Auschwitz-Birkenau) – polski prawnik, polityk lokalny, prezydent Torunia w latach 1924–1936, działacz Stronnictwa Narodowego.

## Życiorys
Syn Antoniego (1830–1899) i Melanii z domu Łebińskiej. Uczęszczał do gimnazjum humanistycznego w Bydgoszczy, maturę zdał w 1910. Następnie studiował prawo na uniwersytecie we Fryburgu, Genewie, Berlinie i Halle. Następnie był aplikantem w Wejherowie i Gdańsku. W czasie I wojny światowej walczył w kampaniach na frontach wschodnim, zachodnim i włoskim, po demobilizacji (w grudniu 1918) do 1920 pracował w Gdańsku, a następnie przeniósł się do Poznania, gdzie pracował w sądach, a potem w Ministerstwie byłej Dzielnicy Pruskiej.
7 lub 8 maja 1924 rada miejska Torunia wybrała go na stanowisko prezydenta miasta. Pełnił tę funkcję przez trzy kadencje, do 29 lipca 1936, zyskując opinię najbardziej energicznego i zasłużonego dla miasta prezydenta w okresie międzywojennym. Przyczynił się do poprawy finansów Torunia, wspierał budownictwo publiczne i mieszkaniowe oraz dbał o zabytki. Ponadto podczas jego prezydentury został wybudowany most drogowy, wybudowano linię tramwajowe do Jakubskiego Przedmieścia i na dworzec Toruń Główny, a także rozbudowano i zmodernizowano aleję 700-lecia i plac Bankowy. Ze względu na ataki ze strony zwolenników sanacji (którzy nie mogli pogodzić się z tym, że Bolt przynależał do Stronnictwa Narodowego) nie uzyskał reelekcji w 1936 roku. Nowym prezydentem Torunia został Leon Raszeja.
Wybrany w 1938 do rady miejskiej w Toruniu, przewodniczył Klubowi Narodowemu w Radzie. Aresztowany przez gestapo w Pyzdrach, gdzie ukrywał się podczas okupacji, internowany w obozie przejściowym w Inowrocławiu, zamordowany w obozie koncentracyjnym Auschwitz-Birkenau w grudniu 1941. 

## Życie prywatne
19 października 1927 roku ożenił się z Haliną Schedlin-Czarlińską, gwiazdą teatru toruńskiego. Nie posiadali dzieci. Jego bratem był Marian Bolt, toruński adwokat.